# Козановичи
Козановичи — белорусский дворянский род герба Гржимала.
Род происходит от Петра Козановича, войта могилевского, который за защиту города против казаков был пожалован в королевские секретари (1661 год).
Род Козановичей был внесён в VI часть родословной книги Могилёвской губернии.